# 山崎敦義
山﨑 敦義（やまさき のぶよし、1973年 - ）は、日本の実業家。石灰石を主原料とするプラスチックや紙の代替素材LIMEX（ライメックス）の開発、資源循環ビジネス等を展開する株式会社TBM代表取締役CEO。

## 来歴・人物
大阪府岸和田市生まれ。岸和田市の中学校卒業後、大工見習いを経て、中古自動車販売会社を起業。
2008年、台湾からストーンペーパーの輸入。2011年、株式会社TBM（日本発のユニコーン・スタートアップ）を創業。石灰石を主成分にストーンペーパーとは異なるLIMEXを発売 。
世界経済フォーラム（ダボス会議）ユニコーン・コミュニティ、社団法人日本経済団体連合会（経団連）の会員。日経スペシャル 「カンブリア宮殿」10周年500回記念番組 に登場。2022年に開志専門職大学客員教授に就任。2023年に社団法人資源循環推進協議会（Resource Recycling Council 略称：RRC） 代表理事に就任。2024年に無機・有機複合マテリアル協会（Inorganic-organic Composite Materials Association 略称：ICMA） 会長に就任。

## 主な受賞歴
- 2019年 第1回日本オープンイノベーション大賞 経済産業大臣賞
- Japan Venture Awards 2016　東日本大震災復興賞
- Plug and Play 2016　世の中に最も社会的影響を与える企業-ソーシャルインパクトアワード
- EY Entrepreneur Of The Year 2019Japan、Exceptional Growth部門　大賞

## テレビ出演
- 日経スペシャル カンブリア宮殿 10年で世の中は変えられる！ 素材に革命を起こす若きサムライたち（2016年8月4日、テレビ東京）[12]